# 第25届中国金鸡百花电影节

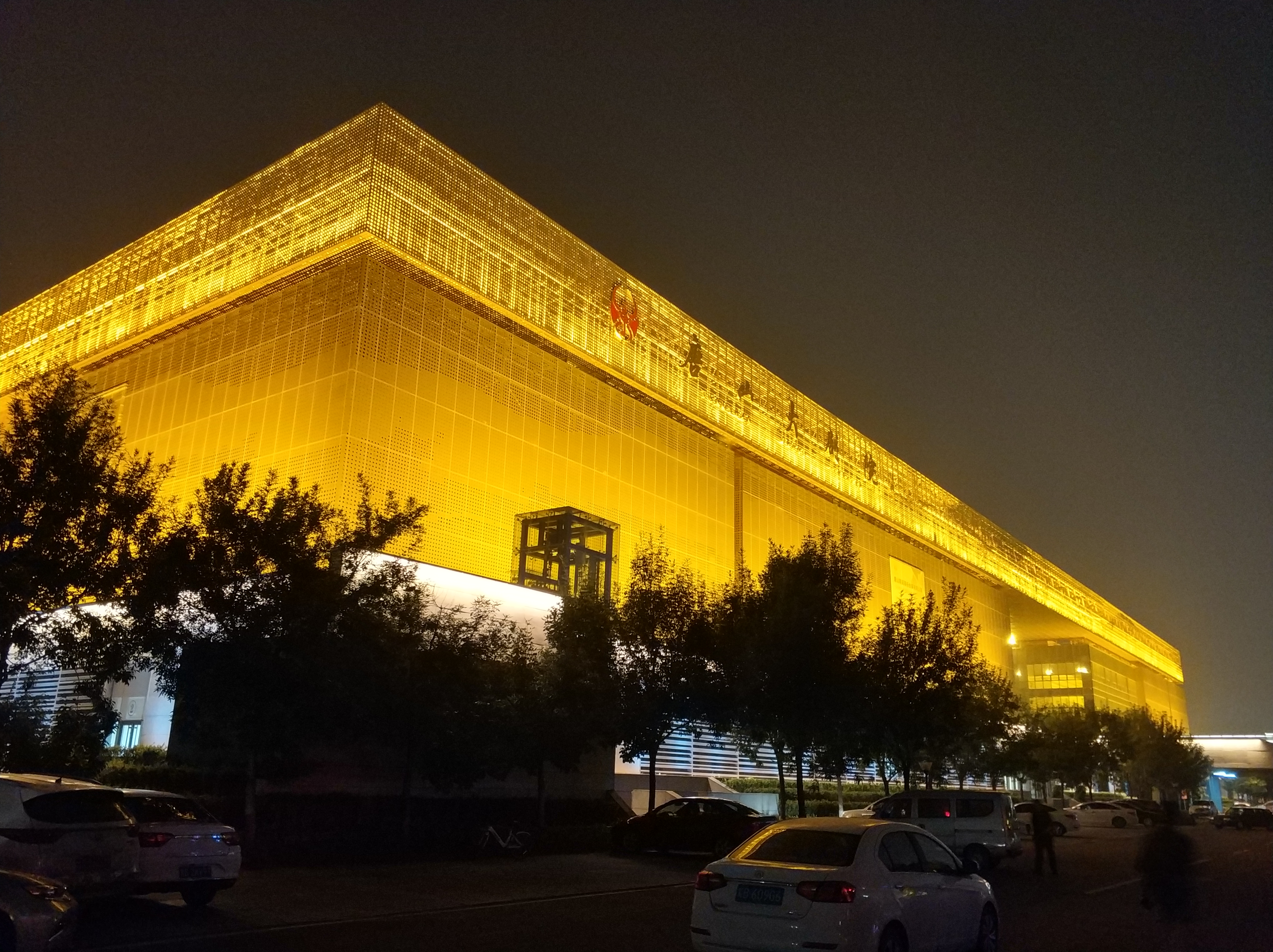
开幕式举办地唐山大剧院

颁奖典礼举办地南湖国际会展中心

第25届金鸡百花电影节于2016年9月21至24日在河北省唐山市举办，由中国文联、中国电影家协会、唐山市人民政府主办。
9月21日晚，第25届中国金鸡百花电影节开幕式在唐山大剧院举行。
9月24日晚，第33届大众电影百花奖颁奖典礼暨第25届中国金鸡百花电影节闭幕式在唐山南湖国际会展中心举行。

## 颁奖典礼
- 第33届大众电影百花奖